# Joseph Bellier
Pour les articles homonymes, voir Bellier.
Joseph-Hippolyte Bellier (10 septembre 1854, Châteauroux - 25 mars 1936, Châteauroux), est un homme politique français.

## Biographie
Maire de Châteauroux de 1900 à 1908, puis de 1925 à 1936, il est député de l'Indre de 1902 à 1910.
Sa tombe se trouve au cimetière Saint-Denis de Châteauroux.

## Décorations
- Chevalier de la Légion d'honneur en 1925[2]